# Atanatolica muyupampa
Atanatolica muyupampa là một loài Trichoptera trong họ Leptoceridae. Chúng phân bố ở vùng Tân nhiệt đới.